# Aureoboletus subacidus
Aureoboletus subacidus är en svampart som först beskrevs av Murrill ex Singer, och fick sitt nu gällande namn av Zdeněk Pouzar 1957. Aureoboletus subacidus ingår i släktet Aureoboletus och familjen Boletaceae.   Inga underarter finns listade i Catalogue of Life.